# Balázs Tóth (futbolista nacido en 2004)
Balázs Tóth (Ózd, Hungría, 29 de abril de 2004) es un futbolista húngaro que juega de portero en el Nyíregyháza Spartacus F. C. de la Nemzeti Bajnokság I.

## Vida personal
Es hermano del también futbolista profesional Milán Tóth, que juega en el equipo de reserva del SK Sturm Graz.

## Estadísticas

### Clubes
Actualizado al último partido disputado el 4 de junio de 2023.
| F. C. Liefering · Austria             | 2.ª           | 2021-22       | 1 | 1 | — | — | — | — | 1 | 1 |
| F. C. Liefering · Austria             | 2.ª           | 2022-23       | 5 | 7 | — | — | — | — | 5 | 7 |
| F. C. Liefering · Austria             | Total club    | Total club    | 6 | 8 | 0 | 0 | 0 | 0 | 6 | 8 |
| Total carrera                         | Total carrera | Total carrera | 6 | 8 | 0 | 0 | 0 | 0 | 6 | 8 |
| (1) Hace referencia a goles encajados |               |               |   |   |   |   |   |   |   |   |